# Xosé Manuel Pacho Blanco

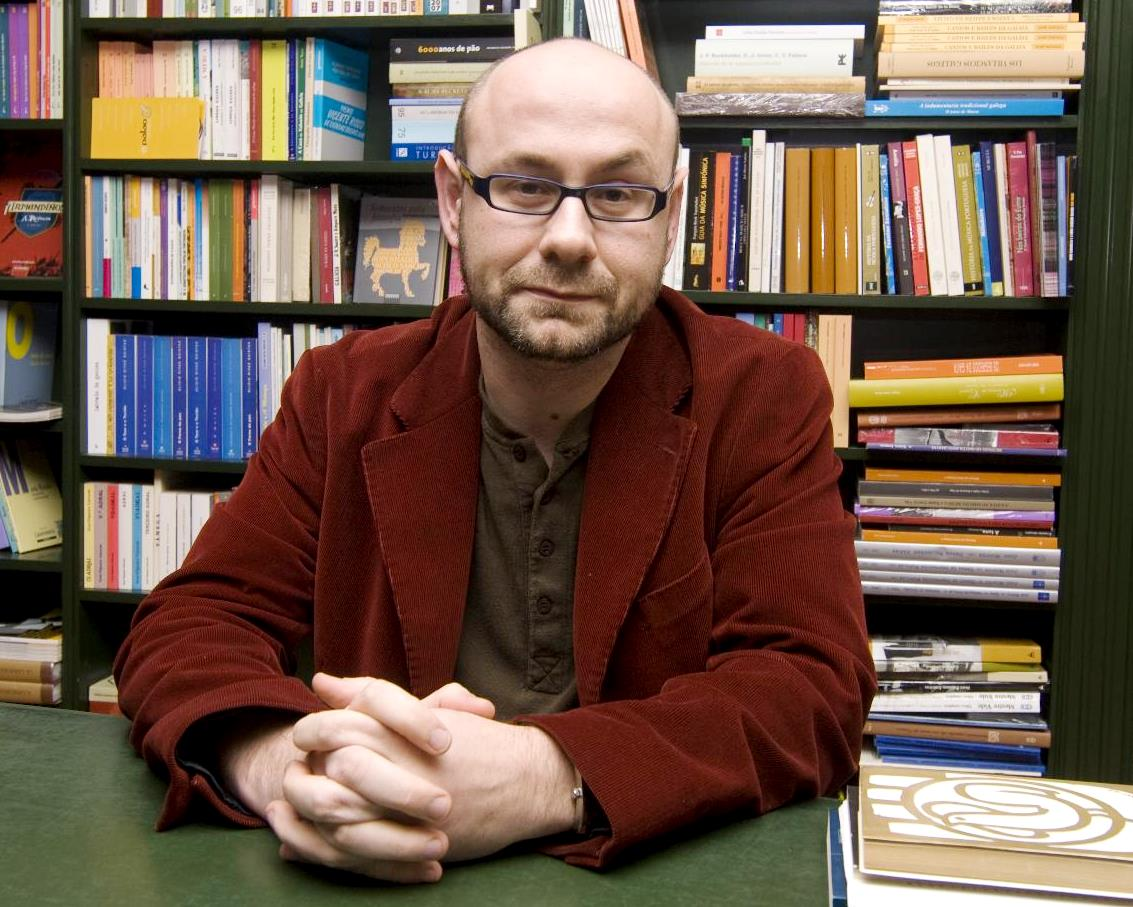

Xosé Manuel Pacho Blanco, nacido en Orense en 1974, es un escritor, abogado y profesor español.

## Trayectoria
Licenciado en Derecho (1997) y Ciencias Políticas y de la Administración (2013), Doctor en Derecho (2016), y abogado en ejercicio desde los 23 años. Xosé Manuel Pacho ha colaborado en diferentes proyectos en el ámbito cultural, así como con diversas instituciones, como el Consejo de Abogacía Gallega, la Orde de Advogados de Portugal, la Universidad Autónoma de México, la Universidad París III, la Nouvelle Sorbonne, el CEAJ, la Abogacía Española, la Fundación Vicente Risco, la Cátedra de Estudos Galegos de la Universidad de Deusto y la Cátedra de Estudos Galegos de la Universidad del País Vasco, entre las más relevantes. Ha publicado también recensiones de libros sobre temas vinculados a la filosofía política, al derecho político y a la literatura. Su actividad abarca además colaboraciones con prensa escrita, en la que ha hablado, principalmente, de literatura, partidos políticos, política y derecho, temas sobre los que ha dado varias conferencias. Entre 2000 y 2005 fue director de la revista jurídica general Controversia, editada por el Colegio de Abogados de Orense, y en la actualidad es miembro del patronato de la Fundación Vicente Risco.

### Ámbito académico e investigador
En el ámbito académico ha sido profesor de Teoría Constitucional e Historia del Constitucionalismo en la facultad de Derecho de la Universidad de Vigo, y de Filosofía del Derecho y Teoría del Derecho en la facultad de Ciencias Jurídicas y del Trabajo, también en la Universidad de Vigo. En el campo de la investigación ha publicado varios trabajos en áreas tan diversas como la filosofía del derecho, el derecho comparado y el derecho administrativo, así como el derecho político, el derecho civil, la teoría literaria y la etnografía. Merecen especial mención sus trabajos sobre el Senado y su reforma, y sobre Frei Martín Sarmiento. Fue el ponente-redactor más joven del III Congreso de Dereito Galego (La Coruña, 2002), con una ponencia donde por primera vez en la historia del Estado español se pidió la equiparación de las uniones de hecho al matrimonio.

### Ámbito literario
Con su primera novela, A choiva do mundo (editorial Galaxia), obtuvo el Premio Torrente Ballester en 2007. Con ella, publicada en español en el año 2012 (La lluvia del mundo, editorial Funambulista), hizo su incursión en el mundo literario, en el que sigue obteniendo éxitos de la mano de otros premios. Así, en 2011 su obra Paraísos es galardonada con el V Premio Diario Cultural de Teatro Radiofónico en sus dos categorías, la del jurado y la del público. Ya en 2013 obtiene el Premio de Teatro Rafael Dieste con una obra de la que es coautor junto a Zé Paredes. Se trata de Teatro, ou xeitos de cargar unha arma, que hace de él el único escritor gallego hasta el momento laureado con el Torrente Ballester y el Rafael Dieste.

## Obras

### Artículos académicos e Investigaciones
- "La nueva configuración del mapa político gallego tras las elecciones autonómicas de 1997". Con Óscar Freán Hernández. III Simposio de Historia Actual, Logroño, octubre de 2000. (http://dialnet.unirioja.es/servlet/articulo?codigo=793936)"Algunas ideas en el ámbito del derecho privado de Fray Martín Sarmiento", Boletín de la Facultad de Derecho de la UNED, Madrid, núm. 14, 1999 (http://e-spacio.uned.es/fez/eserv.php?pid=bibliuned:BFD-1999-14-92089BE9&dsID=PDF).
- "As ideas xurídicas de Frei Martín Sarmiento", Controversia, Orense, núm. 03, 2002.
- "Apuntes en torno a la realidad de las segundas Cámaras en el Constitucionalismo comparado. Entre una cámara de Notables y una cámara de representación territorial", Boletín Mexicano de Derecho Comparado, México, núm. 104, 2002 (http://biblio.juridicas.unam.mx/revista/DerechoComparado/numero/104/art/art4.htm)
- "Personas e familia", Foro galego (revista jurídica), núm. 191, 2003 (ejemplar dedicado a: III Congreso de Dereito Galego –Palacio de Congresos de La Coruña, noviembre de 2002–), págs. 111-123. (http://dialnet.unirioja.es/servlet/articulo?codigo=4156377)
- "Aproximación xurídica ás realidades das segundas Cámaras lexislativas. Reflexións para a reforma constitucional do Senado español", Ferrol Xurídico, Ferrol (La Coruña), núm. 04, 2003.
- "Aproximación jurídica a las realidades de las segundas cámaras legislativas. Reflexiones para la reforma constitucional del Senado español", Revista Vasca de Administración Pública, Vitoria, núm. 70, 2004. (http://www.ivap.euskadi.net/r61-conpres2/es/contenidos/informacion/rev_vasca_adm_publ/es_3822/rvap70_c.html (enlace roto disponible en Internet Archive; véase el historial, la primera versión y la última).)
- "Aproximación xeral á regulación histórico-xurídica do Dereito Urbanístico. Análise do expediente de expropiación da casa-pazo dos Marqueses de Bóveda". Boletín Auriense, Orense, núm. 35, 2005 (http://dialnet.unirioja.es/servlet/articulo?codigo=2203803)
- "Os mundos da castaña", en A castaña, patrimonio gastronómico, Junta de Galicia, Consorcio Ribeira Sacra, Santiago de Compostela, 2010.
- "Las novedades tributarias en el Impuesto sobre la Renta en las Personas Físicas para el año 2013". Con Antía García Fernández. Crónica Tributaria, Instituto de Estudios Fiscales, Madrid, núm. 8, 2013.
- “Os xuristas das Irmandades da fala”, en AA. VV., Xuristas das Irmandades da Fala, Irmandade Xurídica Galega e Asociación de Funcionarios para a Normalización Lingüística, Vigo, 2016, pp. 13-58 (http://www.galeguizargalicia.com/archivos_editor/file/Xuristas%20das%20Irmandades%20da%20Fala-web.pdf)
- As relacións entre lingua e Dereito. Os xuristas das Irmandades da Fala”, Anuario da Facultade de Dereito, Universidade da Coruña, Vol. 20, La Coruña, 2016, pp. 350-374. (https://revistas.udc.es/index.php/afd/article/view/afdudc.2016.20.0.1928/1265)
- Lenguas y Constitución. Interpretación y análisis iusfilosófico del artículo 3 de la Constitución Española, Aranzadi, Pamplona, 2018. (https://www.thomsonreuters.es/es/tienda/duo-papel-ebook/lenguas-y-constitucion-duo/p/10011171)
- Traducción da Resolución do Tribunal Superior do Land de Schleswig-Holstein de data 5 de abril de 2018. Con Marta García Mosquera. Universidade de Vigo. (http://www.galeguizargalicia.com/archivos_editor/file/TRADUCIÓN%20OLG%20Schl-H_%20MGM-XMPB_%205%20maio%202018.pdf)
- “Os dereitos das mulleres. As xeracións de dereitos e os antecedentes históricos da loita pola igualdade”, Revista Catalana de Dret Public, núm. 56, Barcelona, 2018, pp. 137-158. (http://revistes.eapc.gencat.cat/index.php/rcdp/article/view/10.2436-rcdp.i56.2018.2980/n56-pacho-ga.pdf) (https://dialnet.unirioja.es/ejemplar/496875)
- “Análise dos dereitos das mulleres como unha construcción allea á tradición dos dereitos e a igualdade”, Dereito, Vol. 27, Santiago, 2018, pp. 27-61. (https://revistas.usc.gal/index.php/dereito/issue/view/376)
- “Algunas onsideraciones iusfilosóficas sobre la interpretación constitucional y su signficación en el desarrollo del derecho”, Revista de la Escuela Jacobea de Posgrado, 2018, n.º 15, pp. 1-24. (https://www.jacobea.edu.mx/revista/numero15.php)
- “Autonomía de la voluntad y derechos de los menores: Transexualidad e interés superior del menor”, pp. 151-186, AA. VV., Derecho, desarrollo y nuevas tecnologías, Thomsons Reuters Aranzadi, Navarra, 2019, pp. 151-186. (https://www.thomsonreuters.es/es/tienda/duo-papel-ebook/derecho-desarrollo-y-nuevas-tecnologiasduo/p/10015101)
- Reflexiones sobre la Justicia Constitucional y la Construcción de una nueva razón jurídica”, en USCANGA BARRADAS, A. – REYES DÍAZ, C. H. (Coord.), Estudios contemporáneos de teoría y dogmática jurídica en Iberoamérica, UNAM, México 2020, pp. 247-276. (http://derecho.posgrado.unam.mx/site_cpd/public/publis_cpd/libro1_digital.pdf)
- “La Justicia Transicional y el modelo argentino. Anotaciones para un prólogo, en SLAVIN, P. (ed.), Justicia transicional en La Argentina, Universidad Nacional de Mar del Plata, 8-37 (en prensa).

### Obra literaria
- A choiva do mundo, Galaxia, Vigo, 2008. ISBN 978-84-9865-118(https://web.archive.org/web/20120628004202/http://editorialgalaxia.es/catalogo/libro.php?id_libro=0010080262)
- La lluvia del mundo, Funambulista, Madrid, 2012. ISBN 978-84-939855-0-9(http://www.funambulista.net/2012/la-lluvia-del-mundo/)
- "Paraísos", en V Premio Diario Cultural de Teatro Radiofónico da Radio Galega, Xerais, Vigo, 2011. ISBN 978-84-9914-235-7(http://www.xerais.es/libro.php?id=2656229)
- Teatro, ou xeitos de cargar unha arma, Deputación Provincial da Coruña, 2012. ISBN 978-84-9812-230-5
- "25 segundos", en Grial: revista galega de cultura, núm. 182, 2009. (http://dialnet.unirioja.es/servlet/articulo?codigo=3022732)

## Premios
- Premio Torrente Ballester en 2007, por A choiva do mundo.
- Premio del jurado y de la audiencia en el V Premio de Teatro Radiofónico Diario Cultural de la Radio Galega en 2010, por Paraísos.
- Premio Rafael Dieste en 2013, con Zé Paredes, por Teatro, ou xeitos de cargar unha arma.

- Datos: Q12402838
- Multimedia: Xosé Manuel Pacho Blanco / Q12402838